# John Williams (ryttare)
John Williams, född den 4 april 1965 i Middleburg, Virginia, är en amerikansk ryttare.
Han tog OS-brons i lagtävlingen i fälttävlan i samband med de olympiska ridsporttävlingarna 2004 i Aten.